# Rhagoletis ramosae
Rhagoletis ramosae är en tvåvingeart som beskrevs av Hernandez-ortiz 1985. Rhagoletis ramosae ingår i släktet Rhagoletis och familjen borrflugor. Inga underarter finns listade i Catalogue of Life.